# 西肖坎 (紐約州)
西肖坎（英語：West Shokan）是位於美國紐約州阿爾斯特縣的非建制地區。

## 歷史
西肖坎的郵局自1876年營運至今。

## 地理
西肖坎所處的海拔為高於海平面203米（即666英呎），而該地所採用的時區為UTC-5，即北美东部时区（EST）。同時該地設有夏令時間，為UTC-5調快一小時，即UTC-4（EDT）。